# Hardwired
"Hardwired" é uma canção da banda americana de heavy metal Metallica. Foi lançado como o primeiro single de seu décimo álbum de estúdio, Hardwired... to Self-Destruct (2016), em 18 de agosto de 2016 em formato de download digital. A canção foi tocada pela primeira vez ao vivo no final do show da banda no U.S. Bank Stadium em Minneapolis em 20 de agosto de 2016. A canção recebeu uma indicação de "Melhor Canção de Rock" no Grammy Awards de 2017.

## Antecedentes
A banda detalhou a estreia da canção no The Howard Stern Show que foi uma adição bastante tardia ao álbum. Lars Ulrich explicou que depois de terminar as outras canções eles "decidiram que precisariam de um abridor curto e rápido", levando ele e James Hetfield a comporem "Hardwired" em cerca de uma semana em junho de 2016.

## Videoclipe
O videoclipe foi lançado em 18 de agosto de 2016. Filmado em preto-e-branco, apresenta a banda tocando a música no escuro sob luzes estroboscópicas, enquanto a câmera gira continuamente em torno dos membros da banda. Foi dirigido e editado por Colin Hakes.

## Pessoal
- James Hetfield - guitarra rítmica e vocais
- Kirk Hammett - guitarra
- Robert Trujillo - baixo
- Lars Ulrich - bateria

## Desempenho nas tabelas musicais
| Tabelas musicais (2016)                                 | Melhor posição |
| ------------------------------------------------------- | -------------- |
| Austrália (ARIA)                                        | 70             |
| Bélgica (Ultratip Bubbling Under de Flandres)           | 15             |
| República Checa (Singles Digitál Top 100)               | 99             |
| Escócia (Scottish Singles Chart)                        | 63             |
| Eslováquia (Singles Digitál Top 100)                    | 87             |
| Estados Unidos (Bubbling Under Hot 100 Singles)         | 19             |
| Estados Unidos (Billboard Hot Rock & Alternative Songs) | 9              |
| Estados Unidos (Billboard Mainstream Rock)              | 1              |
| Estados Unidos (Billboard Rock Airplay)                 | 13             |
| Finlândia (Latauslista Download)                        | 17             |
| França (SNEP)                                           | 164            |
| Hungria (Single Top 40)                                 | 37             |
| Nova Zelândia Heatseekers (Recorded Music NZ)           | 7              |
| Portugal (AFP)                                          | 51             |
| Reino Unido (UK Singles Chart)                          | 186            |
| Suécia (Sverigetopplistan)                              | 72             |